# George Young (atleta)
George Young (Roswell, Nuevo México; 24 de julio de 1937-8 de noviembre de 2022) fue un atleta de carrera de larga distancia de Estados Unidos que participó en cuatro juegos olímpicos y ganó la medalla de bronce en la edición de México 1968.

## Carrera
Inició a nivel universitario con los Arizona Wildcats, finalizando en segundo lugar del campeonato nacional de la AAU, se graduó en 1959 y fue reconocido como el "atleta marginado de último año".
Participó en los Juegos Olímpicos de Roma 1960 en la prueba de 3000m vallas, donde no alcanzó la final, a diferencia de la edición de Tokio 1964 donde llegó a la final por las medallas, pero finalizó en quinto lugar.
A inicios de 1968 rompió el récord norteamericano en la prueba de 3000m vallas y en la prueba de dos millas, logrando la clasificación para México 1968 para la maratón en la que terminó en el lugar 16, pero su mejor resultado fue la medalla de bronce en los 3000m vallas venciendo la altitud de la capital mexicana luego de entrenar en Kenia. En marzo de 1969 rompió dos marcas mundiales en deportes bajo techo en las pruebas de dos y tres millas.
Participó en los Juegos Olímpicos de Múnich 1972 en la prueba de 5000m pero no avanzó a la final por las medallas.

## Récords
Aparte de los récord en las pruebas de 3000m vallas, dos millas y tres millas bajo techo, también implementó récord norteamericano en las pruebas de 5000m, 3000m vallas y relevo 4x1500m, y esos récords estuvieron vigentes por 12 años. Con 34 años fue la personamás vieja del mundo (en ese entonces) en recorrer la milla en menos de cuatro minutos, con una marca de 3:59.6 en Los Ángeles, California en marzo de 1972. Fue el primer nacido en Nuevo México en lograrlo.

## Tras el retiro
Al retirarse fue entrenador en siete deportes diferentes con los Central Arizona Vaqueros. Llevó a los equipos que dirigió a ganar 14 campeonatos, incluyendo el título nacional de cross country de 1988. En 1988 ganó el título de entrenador del años en la National Junior College Athletic Association.
Young muere el 8 de noviembre de 2022 a los 85 años.

## Logros
Young fue introducido al National Track & Field Hall of Fame en 1981 y al National Distance Running Hall of Fame en 2003. También fue miembro del Salón de la Fama de la Universidad de Arizona, en el New Mexico Sports Hall of Fame en 2014, en el NJCAA Track and Cross Country HOF y en el National Distance Running HOF en 2003.